# E.E. Bell
E. E. Bell (nacido Ed Bell, 27 de diciembre de 1955) es un actor cómico estadounidense conocido por su papel como Bob Rooney en Married with Children. También tuvo un papel recurrente en la serie El show de Amanda. También tuvo un papel de invitado como Leslie en Drake & Josh y en How I Met Your Mother. Hizo una aparición en Sonny With a Chance. Recientemente ha actuado en Good Luck Charlie, It's Christmas! como Lenny.